# Величко Степан Петрович
Степан Петрович Величко (13 серпня 1947, Станкувате) — український науковець, фахівець в галузі методики навчання фізики.

## Біографія
Народився 13 серпня 1947 року в селі Станкувате Вільшанського району Кіровоградської області. 
В 1970 році закінчив фізико-математичний факультет Одеського державного педагогічного інституту імені К. Д. Ушинського  за спеціальністю «Фізика і технічна механіка». Кандидатську дисертацію на тему «Шляхи вдосконалення навчального експерименту з фізичної оптики в Х класі середньої школи» зі спеціальності 13.00.02 — теорія та методика навчання (фізика) захистив у жовтні 1980 року в НДІ змісту і методів навчання АПН СРСР (м. Москва). Дисертацію «Розвиток системи навчального експерименту в середній школі» зі спеціальності 13.00.02 — теорія та методика навчання (фізика) на здобуття наукового ступеня доктора педагогічних наук захистив у жовтні 1998 року в Національному педагогічному університеті імені М. П. Драгоманова. В 2001 році присвоєно вчене звання професора.
Трудову і педагогічну діяльність Степан Величко розпочав, навчаючись на першому курсі фізико-математичного факультету Одеського державного педагогічного інституту імені К. Д. Ушинського у складі студентського загону, який проводив виховну роботу серед молоді, двічі в місяць чергуючи постійно у дитячій кімнаті міліції і постійно щотижня проводячи рейди з підтримки правопорядку у Жовтневому районі Одеси
На старших курсах продовжував трудову діяльність у складі студзагону, працюючи в нічних змінах вантажником в Одеському порту, на кондитерській фабриці; на IV курсі працював оператором штампувального верстата на заводі «Червоний плуг», а на V курсі — на посаді вчителя фізики Гулянської СШ Красноокнянського району Одеської області.
З 1973 р. постійно працює у Кіровоградському державному педагогічному інституті імені О. С. Пушкіна спершу старшим лаборантом, завідувачем кабінету методики фізики, з 1980 року — старшим викладачем, доцентом, з 1985—1987р завідувачем кафедри методики фізики і ТЗН, 1992—1994 р. — завідувачем кафедри фізики та методики фізики; у період 1999—2011 р. — професор, завідувач кафедри фізики та методики її викладання, з вересня 2015 року — завідувач цієї ж кафедри (нині заклад має назву Центральноукраїнський державний педагогічний університет імені Володимира Винниченка).
За час роботи у Центральноукраїнському педагогічному університеті викладав курс загальної фізики, історію фізики, постійно читає дисципліну «Шкільний курс фізики та методика її викладання». Розробив і запровадив у навчальний процес серію спецкурсів: «Організація та керівництво технічною творчістю учнів у школі», «Виховна робота з фізики в середній школі» (1985—1987 роки).
Авторські спецкурси «Використання лазера у викладанні шкільного курсу фізики» з 1983 року, «Практика з шкільного фізичного експерименту» з 1993 року успішно і до нинішнього часу запроваджуються у навчальний процес, забезпечуючи ефективну підготовку студентів для успішного навчання фізики в школах різного типу і профілю.
У 2004—2008 роках був включений до складу спец. ради Д 26.053.03 в НПУ ім. М. П. Драгоманова із захисту кандидатських дисертацій зі спеціальності 13.00.02 — теорія та методика навчання (фізика).
З 2000 року керівник Наукового центру розробки засобів навчання Інституту інформаційних технологій та засобів навчання НАПН України, з січня 2006 по лютий 2011 р. — за сумісництвом провідний спеціаліст відділу засобів навчання лабораторного практикуму цього інституту, 2010—2012 роках член спец. ради Д 26.459.01 зі спеціальності 13.00.10 — ІКТ в освіті Інституту ІТЗН НАПН України: 2008—2012 рр. — голова спеціалізованої вченої ради із захисту кандидатських дисертацій зі спеціальності 13.00.02 — теорія та методика навчання (фізика), нині заступник голови цієї спец. ради в КДПУ ім. В.Винниченка.
Розробив ефективну систему навчального фізичного експерименту для ознайомлення школярів і студентів з основами спектроскопії, голографії та квантової фізики, створив оригінальні комплекти «УСК-6», комплект «Оптика», «Оптика-класика», оптична міні-лава, комплект саморобного обладнання для виконання дослідів і лабораторних досліджень на основі лазерів, прилад для вивчення газових законів та інші.
Ініціатор та організатор проведення Всеукраїнської науково-практичної конференції «Методичні особливості викладання фізики на сучасному етапі» (1994—2000), «Засоби реалізації сучасних технологій» (2000—2004), «Засоби і технології сучасного навчального середовища» (2004—2015), котра набула статусу міжнародної, а також Всеукраїнської конференції студентів і молодих науковців «Фізика. Нові технології навчання» (1999—2015), як ініціатор започаткував і з 2011 року як головний редактор видає Наукові Записки Серії «Проблеми методики фізико-математичної і технологічної освіти», що зареєстровані як фахове видання, за результатами проведених конференцій видав більше 40 збірок наукових праць.

## Наукова діяльність
Автор понад 520 науково-методичних публікацій, серед них 5 монографій, 3 авторських свідоцтва, більше 50 посібників, 38 з яких мають гриф МОН України, більше 350 статей у фахових та в наукометричних виданнях. Під керівництвом С. П. Величка захищені 1 докторська і 18 кандидатських дисертацій.

## Звання та нагороди
- Почесна грамота Міністерства народної освіти УРСР (1991 р.),
- Лауреат Республіканської виставки-ярмарки «Розробка нових засобів навчання» (ІІІ премія, Міністерство освіти України, 1994 р.),
- У 1996 році отримав грант (APU 062013) Соросівського доцента,
- Почесна грамота виконавчого комітету Кіровоградської міської ради (1999 р.),
- Почесна грамота управління освіти Кіровоградської обласної державної адміністрації (2000 р.),
- Знак «Відмінник освіти України» (2000 р.),
- Подяка управління освіти і науки Кіровоградської обласної державної адміністрації (2005 р.).
- Знак «За наукові досягнення» (2006 р.),
- Знак «Петро Могила» (2007 р.),
- Почесною грамотою Міністерства охорони здоров'я України (2007 р.),
- Почесною грамотою Верховної Ради України (2009 р.),
- Лауреат Національного виставкового конкурсу «Видатні науково-практичні досягнення в освіті» (2015 р.).
- Заслужений діяч науки і техніки України (2014 р.)